# Tribrachium schmidti
Tribrachium schmidti är en svampdjursart som beskrevs av W. Weltner 1882. Tribrachium schmidti ingår i släktet Tribrachium och familjen Ancorinidae. Inga underarter finns listade i Catalogue of Life.